# MacFarlane River (Athabascasee)
Der MacFarlane River ist ein 322 km langer Zufluss des Athabascasees in der kanadischen Provinz Saskatchewan.

## Verlauf
Der MacFarlane River hat sein Quellgebiet 50 km nordwestlich des Cree Lake im westzentralen Norden von Saskatchewan auf einer Höhe von etwa 550 m. Er fließt in überwiegend nördlicher Richtung durch eine unbewohnte bewaldete Landschaft, die von der Athabasca-Sandstein-Formation geprägt wird. Entlang seinem Flusslauf liegen die Seen Bonazew Lake, Lazenby Lake, Brudell Lake und Davy Lake. Der MacFarlane River bildet immer wieder Flussverbreiterungen aus. Größere Nebenflüsse sind Norseman River (rechts), Marsin River (links), Snare River (rechts) und Crichton Creek (links). Der Charbonneau River ist ein westlicher Zufluss des Davy Lake. Auf seinen letzten 50 Kilometern fließt der MacFarlane River vom nordöstlichen Seeufer des Davy Lake in überwiegend nordöstlicher Richtung zum Südufer des Athabascasees. Der Fluss weist oberhalb des Davy Lake Stromschnellen der Schwierigkeitsgrade II und III auf. Unterhalb des Davy Lake bei Flusskilometer 50 passiert der Fluss größere Stromschnellen (⊙ „Upper Gorge“), bei Flusskilometer 17 Stromschnellen sowie einen Wasserfall (⊙ „Middle Canyon“, „Big One“). Oberhalb der Mündung in den Athabascasee erstrecken sich westlich des Flusslaufs entlang dem Südufer des Athabascasees die Athabasca Sand Dunes.

## Hydrologie
Der MacFarlane River entwässert ein etwa 9350 km² großes Areal. Der mittlere Abfluss (MQ) unterhalb des Davy Lake beträgt 53,2 m³/s. Die mittleren monatlichen Abflüsse weisen über das Jahr gesehen nur geringere Schwankungen auf. In den abflussstärksten Monaten Mai und Juni beträgt dieser 78,2 bzw. 67,9 m³/s.